# Victoria Tower Gardens

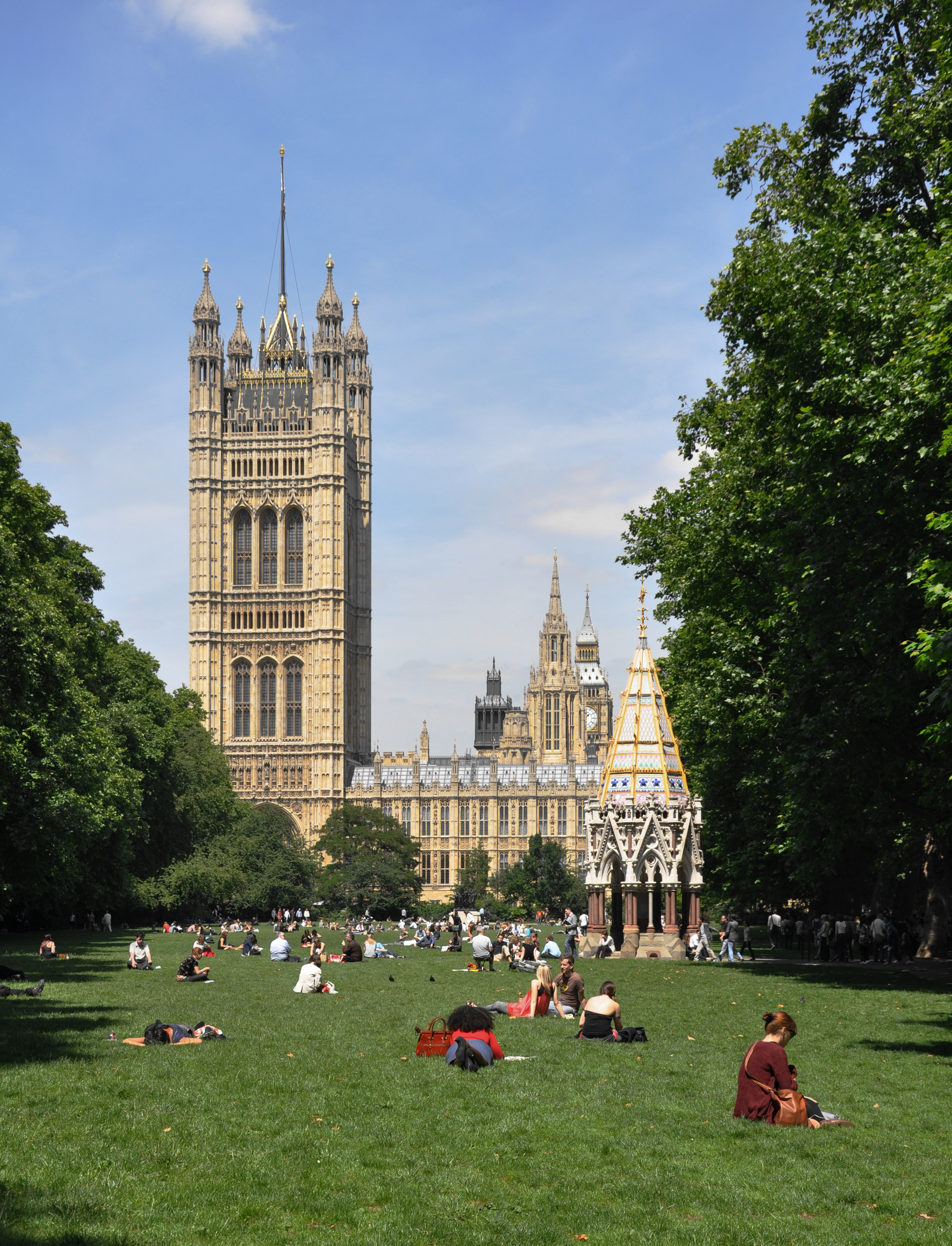
Victoria Tower Gardens en 2011, avec la Buxton Memorial Fountain et le Palais de Westminster visibles.

Les Victoria Tower Gardens (« jardins de la tour Victoria ») est un parc public le long de la rive nord de la Tamise à Londres. Comme son nom l'indique, il est adjacent à la tour Victoria, au coin sud-ouest du Palais de Westminster. Le parc, qui s'étend au sud du Palais au Lambeth Bridge, est entre le quartier de Millbank et le fleuve et fait également partie du Thames Embankment.
Dans ce parc se situent notamment la Buxton Memorial Fountain, une statue d'Emmeline Pankhurst et une des sculptures Les Bourgeois de Calais d'Auguste Rodin.